# Arteria suprarrenal inferior
La arteria suprarrenal inferior es una arteria que se origina como rama colateral de la arteria renal y aporta sangre oxigenada a la glándula suprarrenal. No presenta ramas.
Las arterias suprarrenales inferiores normalmente —las variaciones son comunes— se originan en el tronco de la arteria renal antes de su división terminal, y por lo común presentan diámetros substancialmente diferentes en función de la variable edad.

## Distribución
Irrigan el parénquima de la glándula suprarrenal, el uréter y los tejidos celulares y músculos circundantes.